# 浅野猶三郎
浅野 猶三郎（あさの なおさぶろう、1878年10月9日 - 1944年3月17日）は、無教会主義キリスト教の創始者内村鑑三の初期からの弟子で、独立伝道者。

## 来歴[1]
1878年、東京市麹町区で、父は後の宮中顧問官侍医伊東方成、母は伊東玄朴三女遊喜のもとに生を受ける。5歳で伯父の浅野家を継ぐ。

1900年、内村鑑三の第1回夏期講談会に参加。1902年第一高等学校を卒業し、東大物理学科へ入学。1906年独立伝道を目指し、東大を中退。

1907年仙台東北中学へ赴任。1909年香川県立粟島航海学校へ赴任。1910年粟島航海学校を辞して、芝浦工人会で聖書講義を開始。日本国内各地を伝道旅行。大賀一郎の支援を得て、1921年から1927年迄、毎年夏に満州伝道旅行に行く。

1935年杉並区天沼に居を移し、晩年までここで聖書研究と伝道に専念する。

## 出版[3]
- 1928年『山上の垂訓解説』出版
- 1934年　黒崎幸吉編『新約聖書略註』刊
- 1936年「祈の生活」創刊
- 1938年　黒崎幸吉編『旧約聖書略註』上刊
- 1941年『信仰と恩寵』出版
- 1943年　黒崎幸吉編『旧約聖書略註』中刊

## 人物と信仰
「浅野猶三郎追憶集」の中の大賀一郎「告別の辞」によれば、自分は罪深い人間と考えており、そのような自分にも、「我をこの美しき天地の間に住まわせ、我に聖書を与え、我に教育を与え、我に恩師を与え、我に慈母愛妹愛友を与え給えり」という恩寵に深く感謝していた。

また、たとえ聖書の記述といえども、自分の体験に基づかなければ、語らないという信念を持っていた。そのため内村鑑三の再臨運動には断じて同調せず、他の門徒とは一線を画し、同じ無教会の門下でありながら、独立した信仰の道を歩んだ。　大賀一郎の言葉によれば、「彼は自らの体験を基として聖書を究めました。」
芝浦工人会での講義では、身命を捧げて福音のために奮闘しており、「そのお講義振りも机を打ち、胸をたたいての熱烈なもの」であったという。

「先生は余りに清く正しくあられました。いかに小なる不善にも之を蛇蝎の如く嫌はれましたが、又いかに小さくても正しい事は求めて止み給ひませんでした。」

聖書の教えには妥協の余地がなく厳しかったが、弟子には親身に対応し「心に悩みのある時には相携へて先生をお訪ねし、信仰的に解決をして戴きました。又或時には教義上の問題や人生問題等の話に熱が上がって帰るのを忘れたこともあります。」

また、クリスマス会や新年会、ピクニックでは、弟子たちも家族の一員と同じように、笑いに満ちた温かく楽しい時を過ごすことができた。
最期の病床で正に死と戦ひつつ、「罪深い人間が召されるためにこれくらい苦しむのは當り前だ」と看護する長女に言葉を遺している。

また「自然を愛し、また美的感覚に鋭敏な父の言葉は最後に近づくほど感激的でありました。それは創り主に対する賛美であり、時にはむしろ地上を天国の型として感じ、聖国を翹望する晴れやかな憧れが、私共の胸にも伝わって来るのでした。」
四女の回想では浅野の父としての温かい思い遣りが見える。「私が朝早く起きて、寒さを我慢しながら一心に勉強している時、暖かいお紅茶を入れてソット手許に置いて行ってくれたのも父であった。朝の一番大切な一時を割いて、手ずから入れてくれたこの特別な暖かいお紅茶に、どんなに慰められ励まされた事か。私はその一杯のお紅茶に身も心も暖められ、明るいすがすがしい気分で登校する私が出来たのであった。」